# Видео нистагмографија
Видео нистагмографија (ВНГ) једна је од батерија тестова у отологији, која се примењује за испитивање раздражљивост периферног вестибуларног чула, и откривање цервикалних и централних вестибуларних оштећења. Метода се заснива на техници објективног снимања покрета ока. ВНГ је у последње време популарнија и чешће коришћена дијагностичка метода од електронистагмографије (ЕНГ) која то исто чини али уз помоћ електро-окулографије, технике која објективно бележи покрете ока мерењем кориоретниналних потенцијала. У току овог испитивања болесник носи наочаре са видеокамером која током теста снима рефлексне покрете очних јабучица, или нистагмус. 
Нистагмус или титрање очију, је физиолошка појава која настаје као последица надражаја вестибуларног апарата, а карактерише се ритмичким, невољним трзајима очних јабучица на једну страну. Нистагмус се код неке особе може изазвати нпр. окретањем на вртешци или уливањем хладне или топле воде у спољашњи ушни канал. На ове начине се стимулишу се рецептори у полукружним каналићима лавиринта у унутрашњем уву. Овако настали импулси, преко вестибуларног нерва, вестибуларних једара, лонгитудиначног трактуса и нерава покретача очних јабучица, покрећу очне јабучице на страну (спора фаза).
Овим тестом се најпре се проверава да ли је код болесника очуван нистагмус (рефлексни покрет очних јабучица), који је често одсутан код болесника са вртоглавицом. На основу одређеним карактеристикама нистагмуса могуће је у дијагностици направити разлику између обољења периферног вестибларног чула од централних вестибуларних поремећаја.

## Историјат
Метод ја настала на сазнањима Фена и Хурса из 1937. године, који су објаснили да су промене кориоретиналног потенцијала бележене електродама близу ока пропорционалне углу отклона ока.
Иако је ЕНГ старија метода, први покушаји бележења покрета ока камером вршени су још 40-их година 20. века, али су тек задњих десетак година 21. века, захваљујући напретку технологије ВНГ је масовно уведене у испитивање поремећаја равнотеже, и тиме све више потиснула примену старије методе ЕНГ. Оба теста имају своје предности али и мане.

## Начин извођења
Видео нистагмограф снима покрете ока употребом минијатурне инфрацрвене камере уграђене у Френзел наочаре мале тежине. Постоје и монокуларне и бинокуларне камере. Потом се уснимљен налаз камером пребацује на компјутер који је опремљен програмом за његово посматрање, анализу и складиштење.
ВНГ се састоје од следеће батерије тестова, којима се испитује раздражљивост периферног вестибуларног чула, и уједно откривају цервикална и централна вестибуларна оштећења): окулографија, положајни тестови, Дикс-Холпајков тест, калоријски тест.

## Предности и недостаци ВНГ
Предности видеонистагмографије
Главне предности ВНГ су могућност визуелног праћења трзаја ока током испитивања, што је значајно јер омогућава испитивачу да уочи ротаторно-торзионалне нистагмусе а не само линеарне трзаје ока, као код електронистагмографије (ЕНГ), као и да утврди разне диференцијално дијагностичке облике бенигног пароксизмалног позиционог вертига (БППВ).
За разлику од ЕНГ, остале предности ВНГ-а су:
- Уколико се тест изводи са две камере (за свако око посебна) могуће је пратити и појединачно трзаје сваког ока.
- Није потребно постављање електрода (што скраћује време теста, нема додатних трошкова за електроде, избегава се осећај нелагодности која је присутна код неких болесника, а уклоњени су и биолошки и спољни утицаји на однос сигнал/шум),
- Није потребно затварање ока код испитивања латентног нистагмуса,
- Није потребно замрачити просторију у којој се врши испитивање (иако се препоручује), што даје боље услове за лакше је извођење код педијатријских болесника,
- Дозвољава анализу актуелних очних трзаја и анализу графичких записа.
- Побољшава могућност едукације и разумевања неурофизиолошких дешавања и неуромускуларне основе очних покрета.

Недостаци видеонистагмографије
Главни недостаци видеонистагмографије су:
- Неудобност видеокамере која се јавља код неких болесника,
- Померањем болесника у различите положаје може доћи до померања видеокамере,
- Потешкоћекод болесника са спуштеним очним капцима и густим трепавицама,
- Офталмичка крварења могу изазивати потешкоће у праћењу пупиле ока камером.